# Thomas Sully
Thomas Sully (Horncastle (Lincolnshire), 19 de junio de 1783 - Filadelfia (Pensilvania), 5 de noviembre de 1872) fue un pintor estadounidense de origen inglés.

## Biografía

### Primeros años
Sully nació en Horncastle (Lincolnshire), siendo hijo de los actores Matthew y Sarah Sully. En marzo de 1792, la familia emigró a Richmond (Virginia), en donde uno de los tíos de Thomas administraba un teatro. Sully estudió en Nueva York hasta 1794, cuando su madre murió y él regresó a Richmond. En julio de ese año, la familia se mudó a Charleston (Carolina del Sur). Después de un breve periodo como aprendiz de un corredor de bolsa, quien reconoció su talento artístico, Sully empezó a pintar y a estudiar con su cuñado Jean Belzons, un miniaturista francés, pero ambos tuvieron una discusión en 1799, por lo que Sully regresó a Richmond para aprender a elaborar miniaturas y pinturas bajo la tutela de su hermano mayor, Lawrence Sully. Luego de la muerte de Lawrence, Thomas se casó con su viuda, Sarah Annis Sully, y no sólo cuidó de los hijos de Lawrence, sino que tuvo otros nueve hijos más con Sarah. Uno de sus hijos fue el militar Alfred Sully. Asimismo, fue el padre de Mary Chester Sully, quien se casó con el pintor John Neagle. Sully fue uno de los miembros fundadores de la Musical Fund Society.

### Carrera como pintor
Sully se convirtió en un pintor profesional cuando tenía 18 en 1801. Estudió como pintar caras en Boston durante tres semanas bajo la tutela de Gilbert Stuart. Luego de pasar un tiempo en Virginia con su hermano, Sully se mudó a Nueva York y posteriormente a Filadelfia, en donde viviría por el resto de su vida. En 1809, viajó a Londres para estudiar con Benjamin West durante nueve meses.
En 1824, pintó retratos de John Quincy Adams y del Marqués de La Fayette. Estos retratos incrementaron su fama y lo convirtieron en uno de los retratistas más populares de su época. Sully retrató a muchos estadounidenses de renombre incluyendo a Thomas Jefferson y Alexander Macomb. Sully regresó a Londres en 1837 y 1838 para pintar un retrato de la Reina Victoria a petición de la St. George's Society de Filadelfia.
Sully pintó más de 2,631 pinturas desde 1801, la mayoría de las cuales se conservan en los Estados Unidos. Aunque es conocido principalmente como un retratista, también pintó paisajes y piezas históricas. Un ejemplo de esto es la pintura de 1819 Passage of the Delaware, el cual retrata a George Washington cruzando el río Delaware, propiedad del Museo de Bellas Artes de Boston.

### Muerte y descendencia
Sully murió en Filadelfia el 5 de noviembre de 1872. Fue enterrado en el Laurel Hill Cemetery.
Sully fue el padre de Alfred Sully, un militar en el Ejército de la Unión durante la guerra civil estadounidense. A través de Alfred, Thomas es abuelo de la etnógrafa Ella Cara Deloria y tatarabuelo del escritor Vine Deloria, Jr.

## Galería

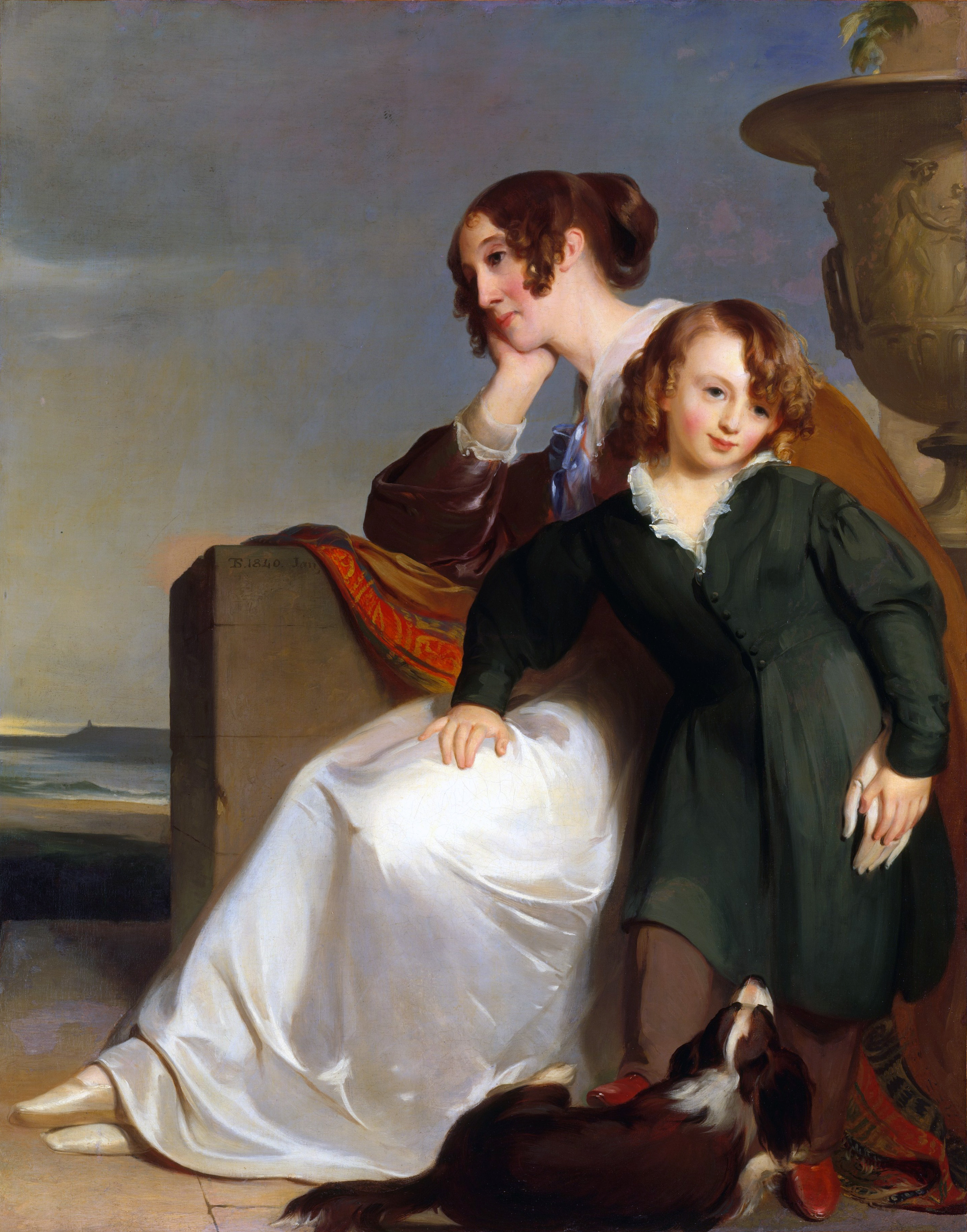
Mother and Son (1840).
Lady with a Harp (1818), retrato de Eliza Ridgely.
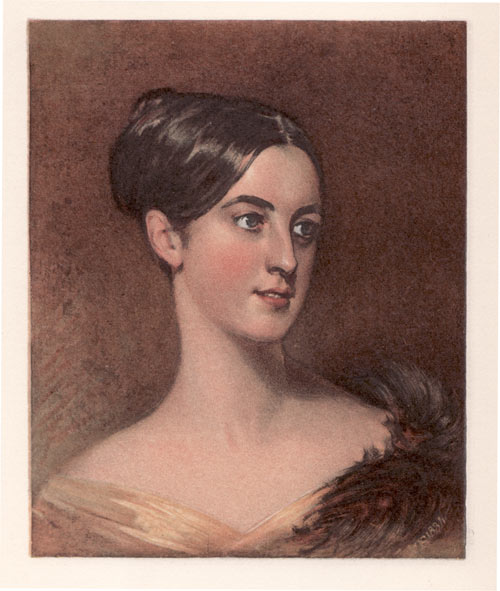
Retrato de Elise Wadswort, esposa de Charles Augustus Murray (1851).
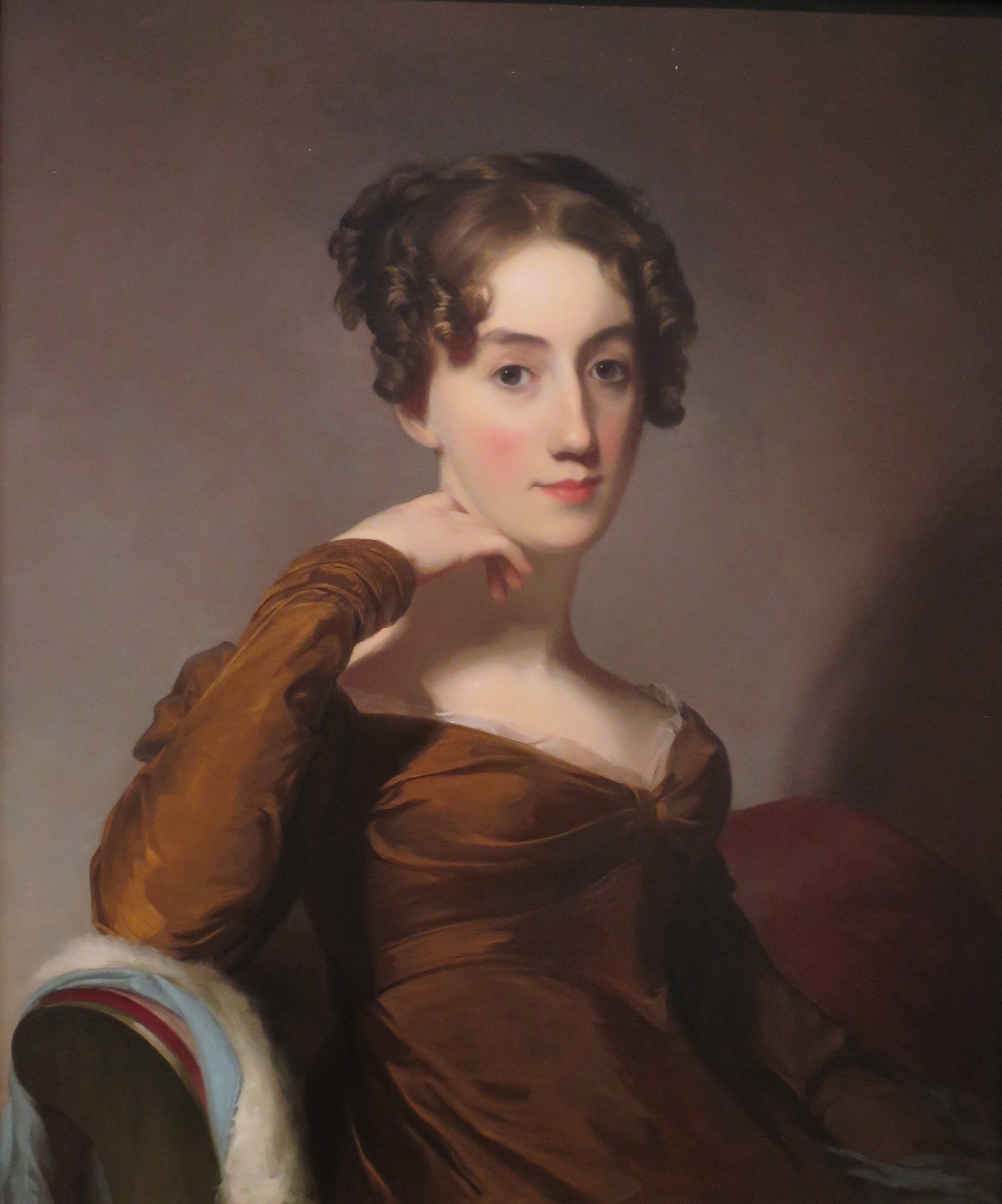
Retrato de Elizabeth McEuen Smith (1823), óleo sobre tela.
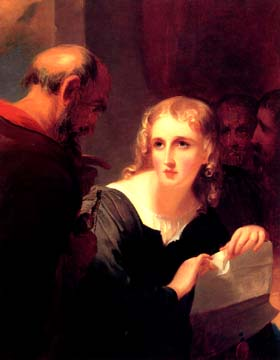
Portia and Shylock (1835).
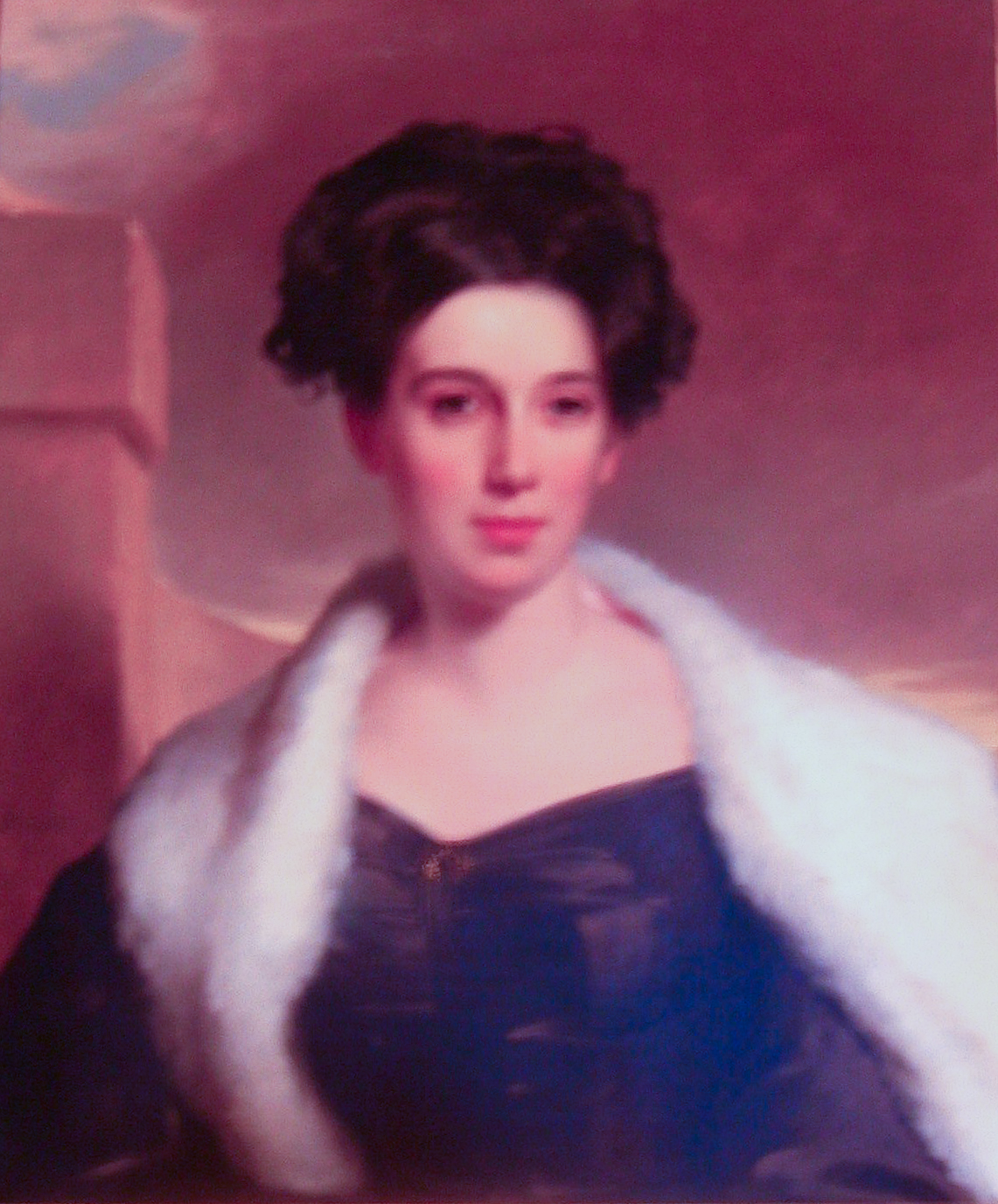
Retrato de Mary Ann Heide Norris (1830).
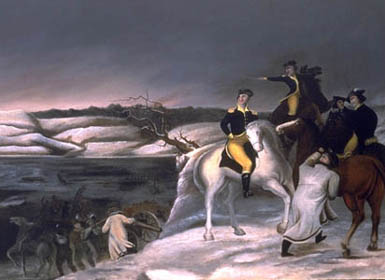
Passage of the Delaware (1819).
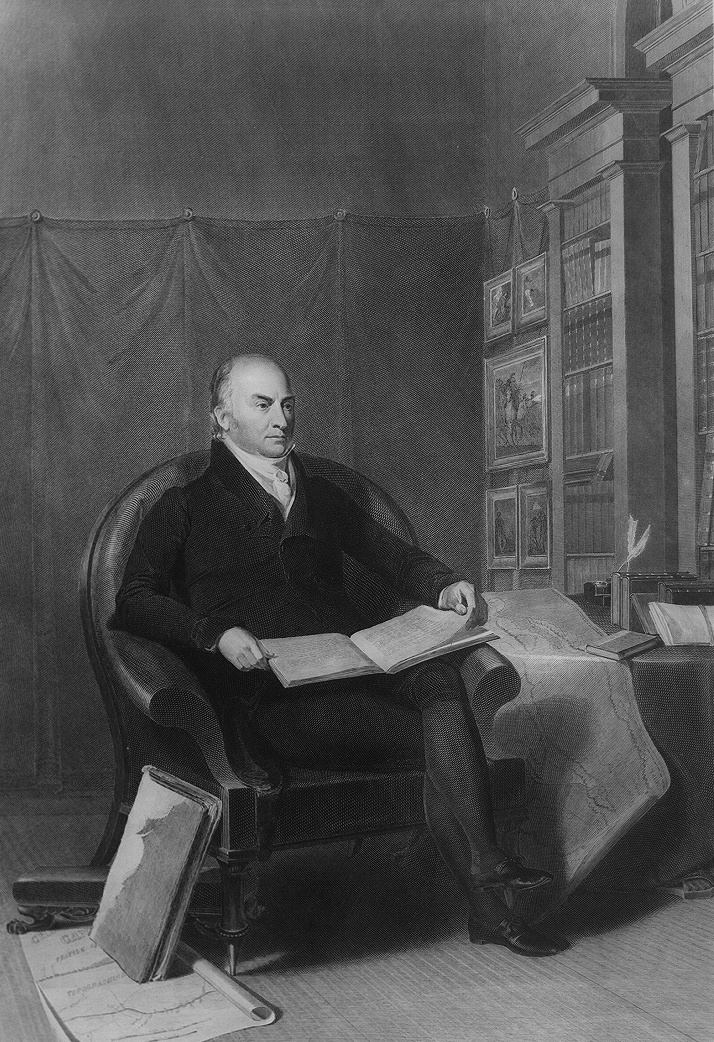
Retrato de John Quincy Adams (1826).